# Município de Wilson (condado de Clinton, Ohio)
O município de Wilson (em inglês: Wilson Township) é um município localizado no condado de Clinton no estado estadounidense de Ohio. No ano de 2010 tinha uma população de 505 habitantes e uma densidade populacional de 7,88 pessoas por km².

## Geografia
O município de Wilson encontra-se localizado nas coordenadas 39° 31′ 40″ N, 83° 41′ 37″ O. Segundo a Departamento do Censo dos Estados Unidos, o município tem uma superfície total de 64.1 km², da qual 63,95 km² correspondem a terra firme e (0,23 %) 0,15 km² é água.

## Demografia
Segundo o censo de 2010, tinha 505 pessoas residindo no município de Wilson. A densidade populacional era de 7,88 hab./km². Dos 505 habitantes, o município de Wilson estava composto pelo 97,82 % brancos, o 1,19 % eram afroamericanos, o 0,59 % eram asiáticos e o 0,4 % eram de uma mistura de raças. Do total da população o 0,2 % eram hispanos ou latinos de qualquer raça.